# MS Ambition
Pour les articles homonymes, voir E34.
L’Ambition est un navire de croisière construit en 1999 par les Chantiers de l'Atlantique de Saint-Nazaire pour la compagnie grecque Festival Cruises. Mis en service en juin 1999 sous le nom de Mistral, il est détenu quelques mois dans le port de Marseille en 2004, à la suite de la faillite de son armateur, puis reprend du service pour le compte de la compagnie Ibero Cruises sous le nom de Grand Mistral. Devenu le Costa neoRiviera de Costa Croisières au printemps 2013, il est ensuite transféré à la compagnie Aida Cruises en novembre 2019. Jusqu'en Janvier 2022, il navigue sous le nom d’AIDAmira avant d'être revendu à la compagnie de croisières Ambassador Cruise Line qui l'exploite désormais sous le nom d’Ambition.
En version agrandie, il a quatre sister-ships : les MSC Armonia, Sinfonia, Lirica et Opera

## Histoire

### Construction et premières années pour Festival
L’Ambition est un navire de croisière dont la construction débute au printemps 1997 aux Chantiers de l'Atlantique de Saint-Nazaire. Initialement prévu pour la compagnie française Service et Transports,, il se retrouve finalement sans armateur, son commanditaire ne parvenant pas à boucler son plan de financement,. Le directeur du chantier naval décide de lancer malgré tout la construction, sous le nom de J31, afin de limiter le chômage technique qui aurait été entrainé par une annulation, et le navire passe sous le contrôle de la société Auxiliaire Maritime, gérée par le chantier naval et ses banques,.
Au cours de sa construction, le navire est affrété par la compagnie grecque Festival Cruises, fondée en 1993, qui cherche alors à renouveler sa flotte composée de trois petits paquebots datant des années 1970 : le Flamenco (1971), le Bolero (1968) et le The Azur (1970). Le contrat, d’une durée de 12 ans, comporte l’option pour la compagnie de racheter le navire au bout de six ans. À l’été 1998, alors que celui-ci est encore en construction, Festival Cruises envisage de le doter de deux navires-jumeaux, qui doivent être légèrement plus longs que lui, et prend une option pour en commander deux de plus. Les deux premiers seront livrés en 2001 et 2002 sous les noms d’European Vision et European Stars, tandis que les deux en option seront finalement achevés pour le compte de la compagnie italo-suisse MSC Croisières comme MSC Lirica (2003) et MSC Opera (2004).

Le Mistral est, à son lancement, le plus gros navire battant pavillon français depuis le paquebot France, mis en service en 1962.

Le navire construit sous le code J31 est mis à l’eau le 2 janvier 1999 et, après quelques mois de finition à flot et d’essais en mer, il est baptisé en grande pompe le 25 juin 1999, sous le nom de Mistral, en référence au vent qui souffle régulièrement sur les côtes méditerranéennes, aux chantiers qui l’ont vu naitre,,, : enveloppé dans un drapeau français géant, il se découvre, avec une guirlande de drapeaux accrochés en dessous de sa passerelle de navigation, dans un lâcher de ballons lorsque la bouteille de champagne traditionnelle explose contre sa coque. Son baptême se déroule en présence de sa marraine Claude Deschamps,, la femme de Didier Deschamps, qui est alors un joueur de l’équipe de France de football, mais aussi de Lionel Jospin, Premier ministre,,. Le Mistral est, à ce moment, le plus gros paquebot battant pavillon français depuis le France, en service de 1962 à sa revente à l’armateur norvégien Knut Kloster en 1979.
Après un début de carrière en mer Méditerranée, le Mistral est envoyé dans les Caraïbes à l’occasion du nouveau millénaire, naviguant au départ de La Havane. C’est dans ce contexte qu’un premier incident émaille sa carrière lorsqu’il s’échoue, le 20 février 2001, sur un banc de sable à un peu moins de 300 mètres des côtes de Saint-Christophe-et-Niévès,,. Personne n’est blessé et le navire, qui n’a qu’une légère voie d’eau isolée par une cloison étanche, est sorti de sa position délicate le lendemain afin de reprendre sa croisière,.

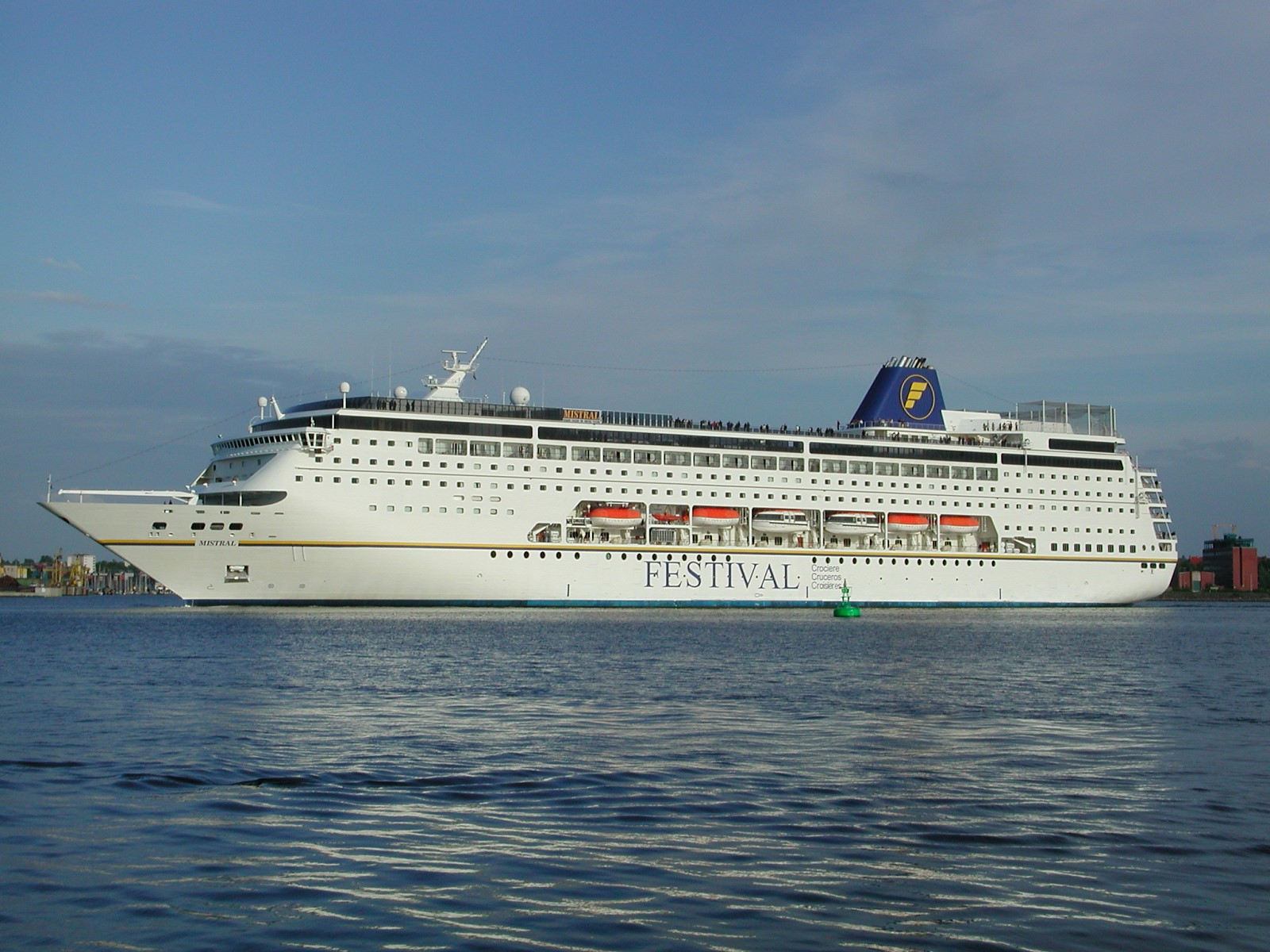
Le Mistral dans le port de Kiel en mai 2003.

### Faillite de Festival et reprise par Alstom

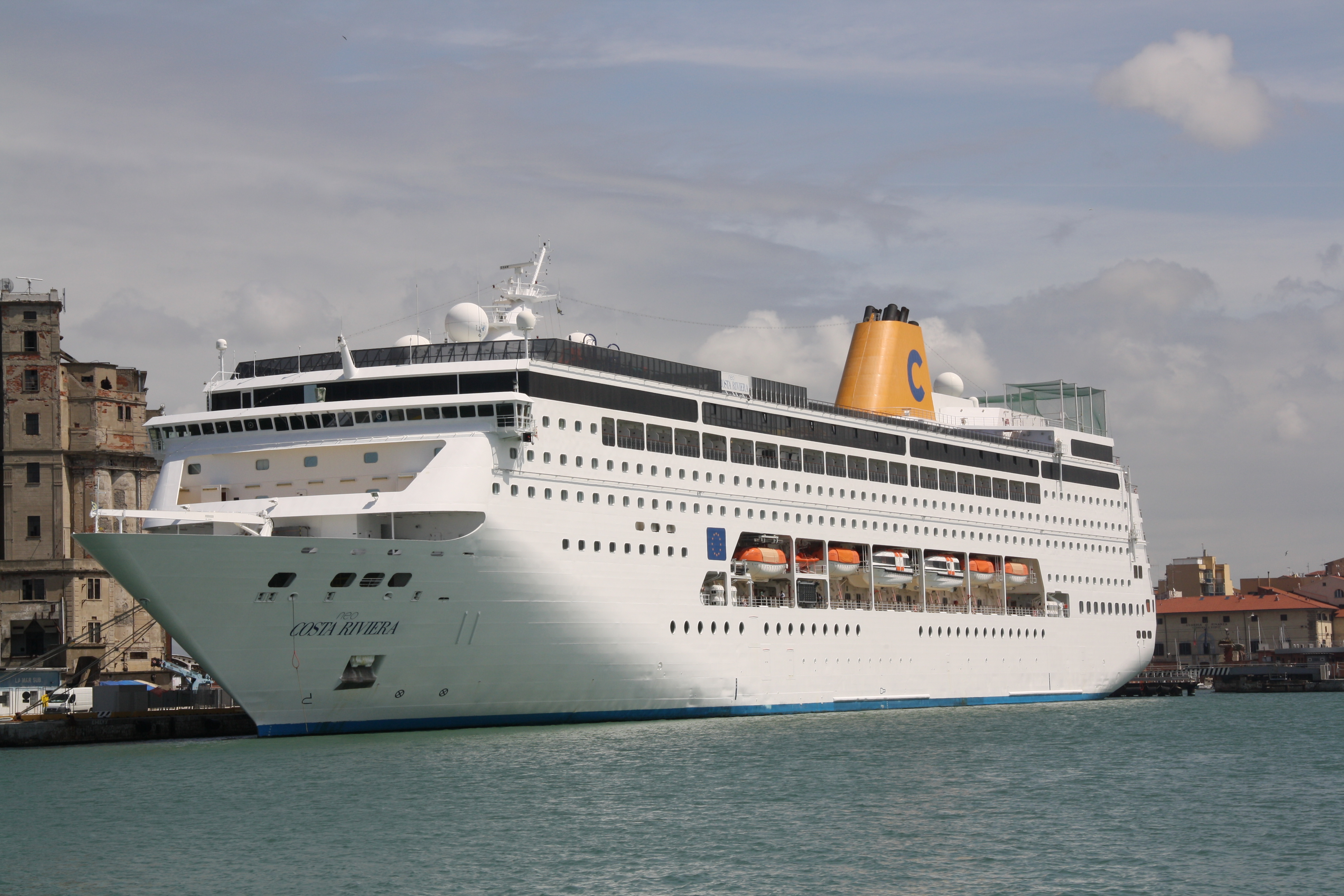
Le Costa neoRiviera en avril 2015.

Par la suite, le paquebot revient en Europe, naviguant en Baltique et en Scandinavie à l’été 2003, tandis que Festivale Cruises commence à faire face à de graves difficultés économiques, malgré un nombre de croisiéristes très importants, estimés à 316 000 pour l’année 2003. En septembre 2003, il revient en Méditerranée, assurant des croisières au départ de Marseille. C’est là qu’il est saisi, à la demande des créanciers, le 18 janvier 2004, tandis que l’European Stars est immobilisé à Barcelone, et l’European Vision est mis sous séquestre à La Barbade. En effet, Alstom, propriétaire des Chantiers de l'Atlantique et, en partie, des navires via un montage financier, estime que Festival Cruises ne respecte pas les obligations financières liées au contrat d’affrètement de ses navires et lui doit 176 millions d’euros. La compagnie ne parvient pas à se remettre de ses difficultés et, faisant face à une dette très importante de près de 730 millions d’euros, se déclare en faillite en mai 2004. Les deux European sont vendus en avril 2004 à MSC Croisières, qui les renomme MSC Armonia (European Vision) et MSC Sinfonia (European Stars), tandis que le Mistral, jugé trop petit par de potentiels repreneurs, est repris de manière provisoire par Alstom via la compagnie Auro Shipping.

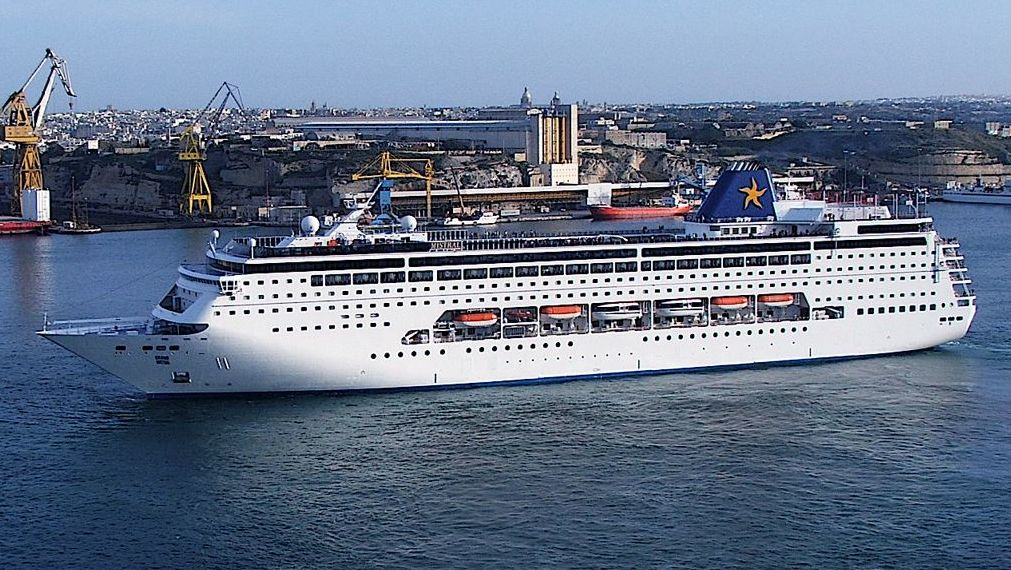
Le Grand Mistral à Malte en mai 2006.

En mai 2005, le navire est finalement revendu à la compagnie Mistral Shipping, qui le renomme Grand Mistral,,,,,,,,,,,,,,,,,.

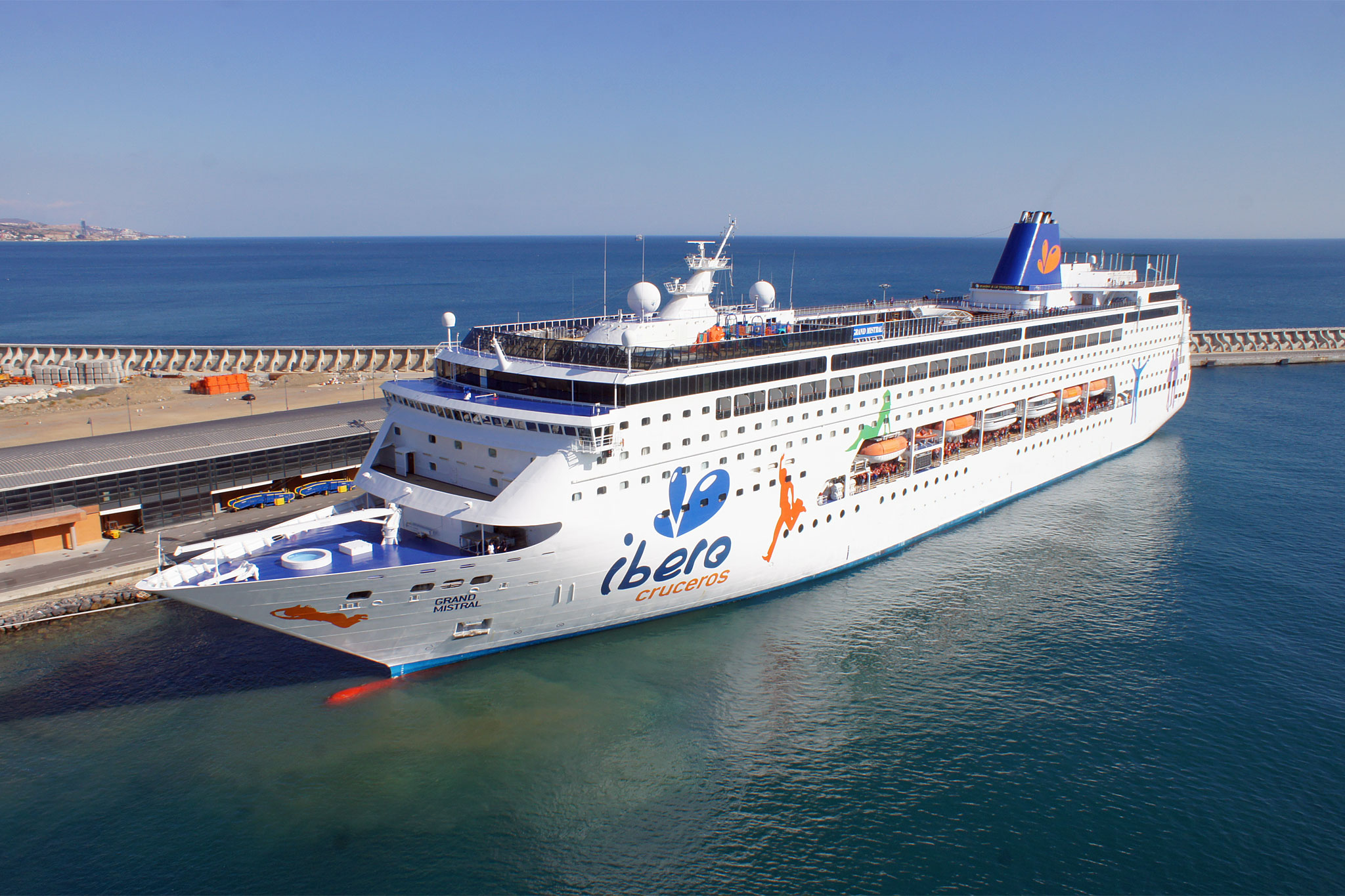
Le Grand Mistral à Malaga en octobre 2010.

## Caractéristiques

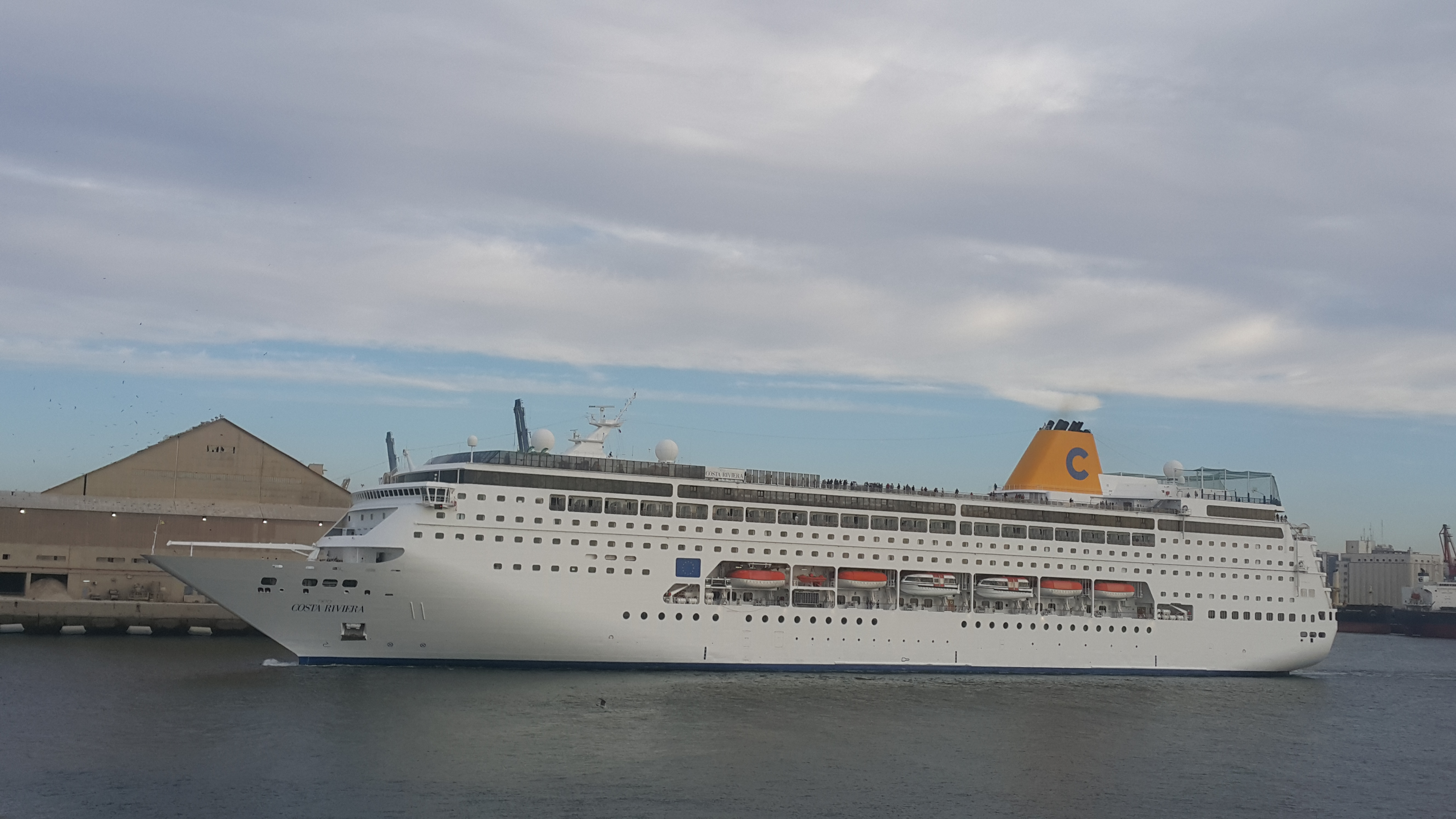
Le Costa neoRiviera à Casablanca en 2019.

L'AIDAmira est long de 216 mètres et large de 28,8 mètres. Son tonnage brut est d’environ 47 276 tjb. Il nécessite 670 membres d’équipage, et peut transporter 1 670 passagers.

### Caractéristiques techniques
L'AIDAmira est propulsé par quatre moteurs Diesel Wärtsilä, capables de produire 31 680 kW. Ils entrainent deux hélices à pales fixes, situées à l’arrière du paquebot, qui sont complétées par deux propulseurs d’étrave à l’avant, destiné à faciliter les manœuvres. Avec cet équipement, le navire peut filer, au maximum de sa puissance, jusqu’à 22,5 nœuds, soit près de 41,7 km/h.

### Dispositifs de sécurité

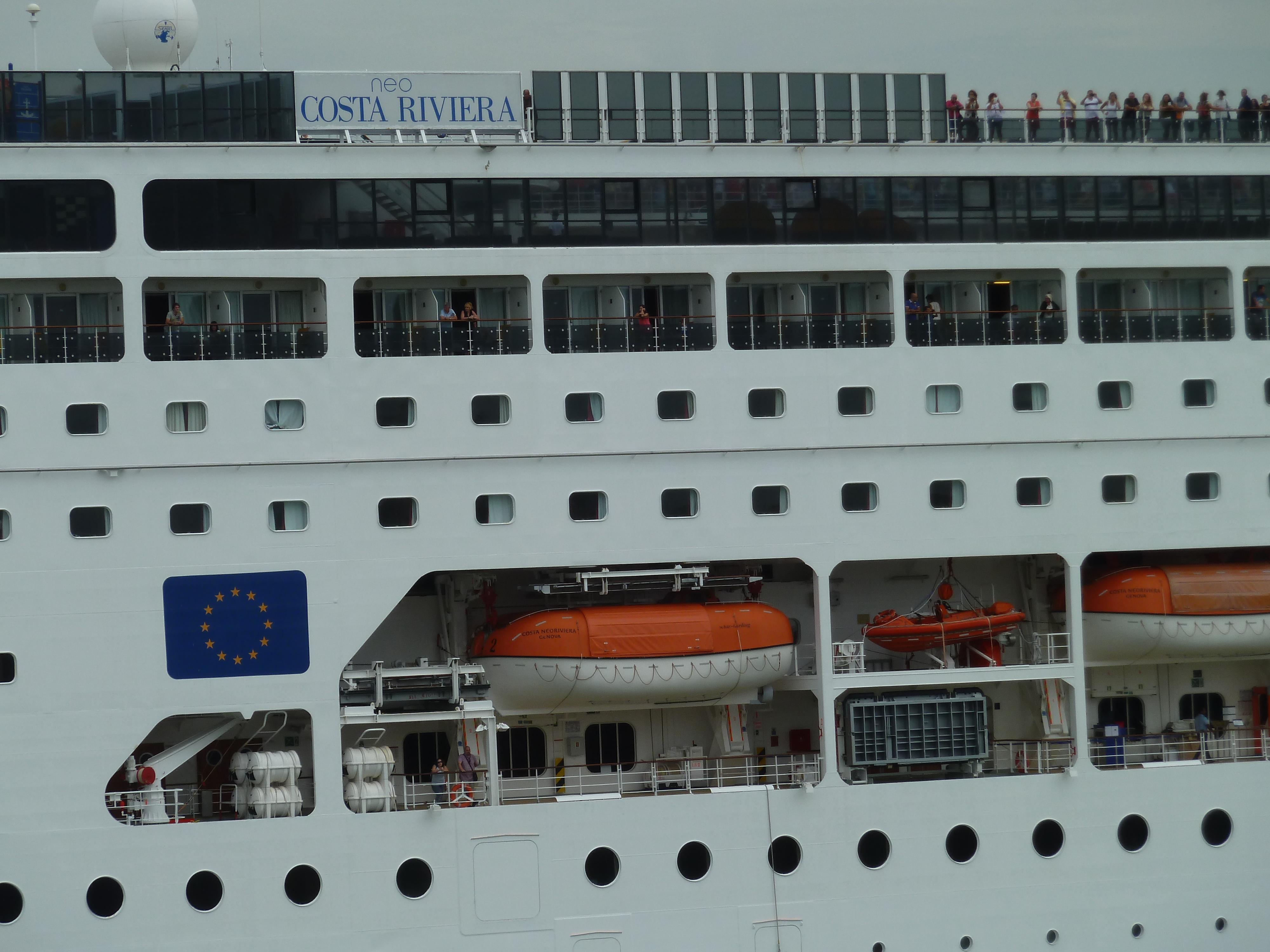
L’un des canots de sauvetage du Costa neoRiviera.

L'AIDAmira est équipé de 8 canots de sauvetage couverts, ainsi que de 4 "navettes". Ces dernières, normalement destinés à amener les passagers à terre par groupe de 100 personnes au maximum lorsque le navire est à l’ancre, peuvent également servir de canots de sauvetage pouvant embarquer jusqu’à 150 passagers en cas de nécessité.

### Design

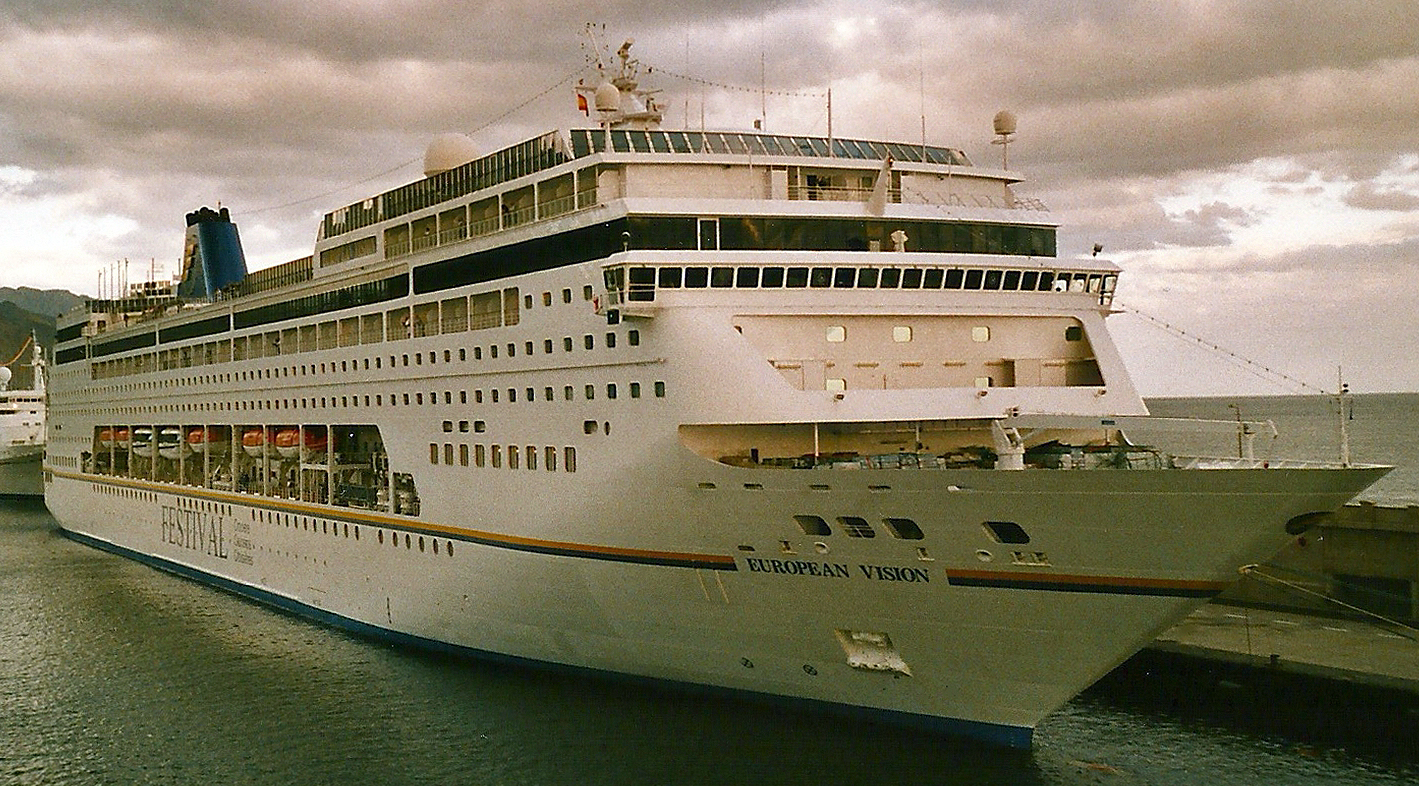
Le design du Mistral est très proche des European Vision et European Stars, mais il est légèrement plus petit que ces derniers.